# 로미오와 줄리엣 (1936년 영화)
《로미오와 줄리엣》(Romeo And Juliet)은 미국에서 제작된 조지 큐커 감독의 1936년 드라마, 멜로/로맨스 영화이다. 노마 시어러 등이 주연으로 출연하였고 어빙 탈버그 등이 제작에 참여하였다.

## 출연

### 주연
- 노마 시어러
- 레슬리 하워드

### 조연
- 존 베리모어
- 에드나 메이 올리버
- 배질 라스본
- C. 오브리 스미스
- 앤디 데빈
- 랠프 포베스
- 헨리 콜커
- 로버트 워윅
- 레지날드 데니
- 바이얼릿 켐블 쿠퍼

## 기타
- 원작자: 윌리엄 셰익스피어
- 미술: 세드릭 기븐스
- 의상: 아드리안
- 의상: 올리버 메셀